# Egito nos Jogos Olímpicos de Verão de 1992
O Egito participou dos Jogos Olímpicos de Verão de 1992 na cidade de Barcelona, na Espanha. Nesta edição o país não teve medalhistas